# Benghazi
Benghazi (eller Banghazi) er en by i det nordlige Libyen, der med et indbyggertal på cirka 660.000 er landets næststørste by. Byen, der ligger ved kysten til Middelhavet, er hovedstad i regionen Kyrenaika
32°07′N 20°04′Ø / 32.117°N 20.067°Ø
- Wikimedia Commons har flere filer relateret til Benghazi